# 夏世厚
夏世厚（1912年—1993年），河南省固始县武庙集乡锁口村人，中华人民共和国政治人物、中顾委委员。
早年参加农民赤卫军、中国工农红军，任红二十五军第七十三师营政治委员、红二十五军交通队队长，参加长征。抗日战争期间，担任八路军129师686团1营营长，后改任新四军豫鄂挺进纵队第二团一营营长、新四军第五师第13旅第37团团长。第二次国共内战期间，担任中原军区二纵第13旅第37团团长。后升任任鄂豫陕军区第二军分区副司令员、晋冀鲁豫野战军十二纵第34旅副旅长等。中华人民共和国成立后，担任湖北军区大冶军分区司令员。1950年，改任湖北省农业厅厅长。1962年，升任湖北省副省长。1973年，任湖北省革命委员会副主任。1980年，改任湖北省人大常委会副主任。后选任中顾委委员。